# کاینتا (آریزونا)
کاینتا (به انگلیسی: Kayenta) یک منطقهٔ مسکونی در ایالات متحده آمریکا است که در شهرستان ناواهو، آریزونا واقع شده‌است. کاینتا ۳۴٫۲۸ کیلومتر مربع مساحت و ۴۴۴ نفر جمعیت دارد و ۱٬۷۳۸ متر بالاتر از سطح دریا قرار دارد.